# Mons-en-Laonnois
Mons-en-Laonnois es una comuna francesa situada en el departamento de Aisne, de la región de Alta Francia.

## Geografía
Está ubicada a 6 km al suroeste de Laon.

## Demografía
| 841 | 987 | 996 | 973 | 999 | 947 | 1 081 | 1 195 |
| Para los censos de 1962 a 1999 la población legal corresponde a la población sin duplicidades (Fuente: INSEE [Consultar]) |     |     |     |     |     |       |       |